# Sd.Kfz. 253

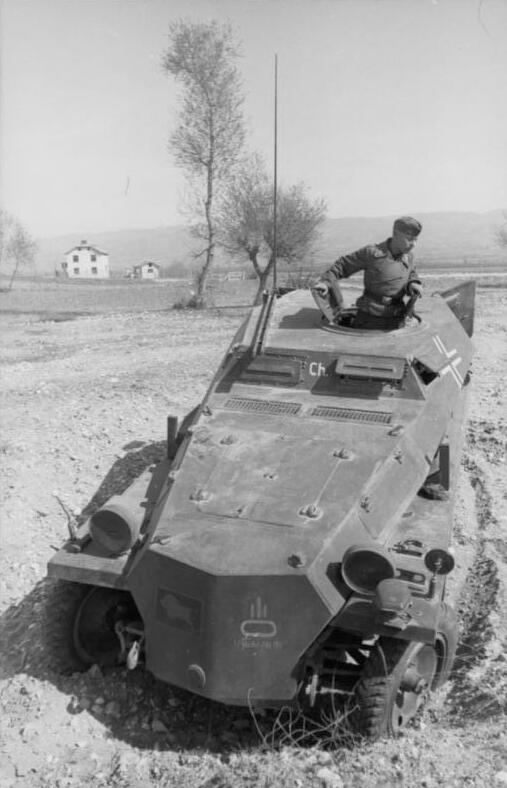

Sd.Kfz 253 leichter Gepanzerter Beobachtungskraftwagen — це німецький легкий напівгусеничний розвідувальний транспортний засіб, що використовували в штурмовій артилерії як командирська машина; також використовували як підрозділ артилерійської розвідки, а також для супроводу танкових і піхотних механізованих підрозділів протягом 1940—1942 р.р. Транспортний засіб належав до сімейства Sd.Kfz 250.

## Основні відомості

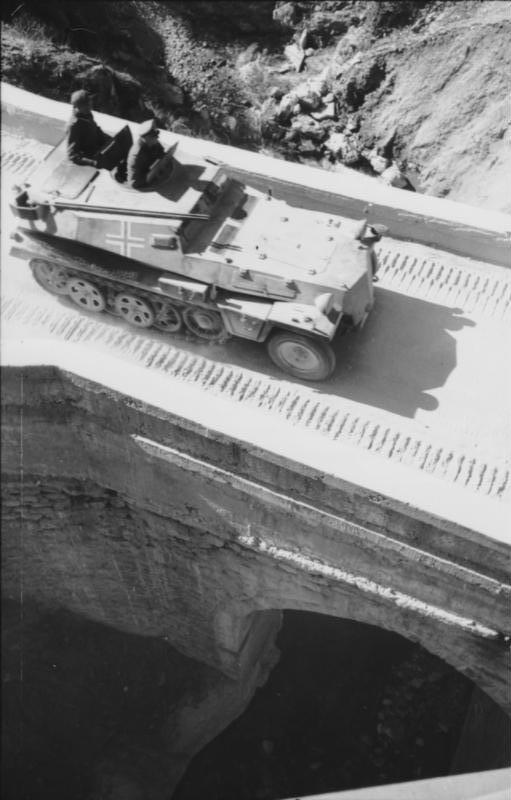
Sd.Kfz 253 на Балканах (1941)

На вигляд автомобіль був як і Sd.Kfz 250, проте варіант Sd.Kfz 253 був повністю закритим. Фірми Demag/Wegman виробили 285 авто у період 1940—1941 р.р.
Sd.Kfz.253 базувався на шасі броньованого автомобіля Sd.Kfz.250 (шасі Demag D7p), з якого відрізнявся в основному бронюванням верху і спеціальним обладнанням для спостереження. Повністю броньований автомобіль (головне призначення — командираська машина штурмгешуце), був оснащений рацією-передавачем FuG 15 і рацією-приймачем FuG 16, а також стрижневою антеною. У даху був круглий двохстулковий оглядовий люк, а за ним — другий, прямокутний. Після припинення його виробництва підрозділи штурмових гармат постачали транспортерами Sd.Kfz 250 у варіанті Sd.Kfz 250/5
Він був озброєний кулеметом MG 34 калібру 7,92 мм. Екіпаж складався з 4 чоловік.
Основні ТТХ
Вага —5,7 т.
Броня — сталева; перед —14,5 мм; боки і тил —8 мм: Трансмісія — механічна: Довжина — 4,70 м: Ширина — 1,95 м: Висота — 1,80 м: Кліренс — 0,285 m: Двигун — Maybach, 4,2 літра: Потужність — 12,9 кВт (100 к.с.): Швидкість (макс) — 65 км/год: Дальність — 300 км (по шосе)/175 км (по ґрунту)
Шасі було вироблено компаніями Demag в м. Веттер (Рур) і Büssing - NAG в м. Берлін, корпус — компанією Wegmann в м. Касселі, де і здійснювалося збирання машини. Пізніше збирання перенесли у місто Капфенберг, на завод Böhler в Австрії. Плани були першу партію корпусів випустити в грудні 1939 року, однак виробництво було відкладено і перший випуск відбувся у березні 1940 року. Виробництво тривало до червня 1941 року, а потім від корпусів відмовилися на користь простішої модифікації серійного транспортера Sd.Kfz 250.
За початковим задумом, батареї StuG III (3 взводи по 2 гармати) мали постачатися 5-ма транспортерами Sd.Kfz 253, але через брак часу на виробництво з 7 липня 1940 року перейшли на 4 бронемашини (по одному для командирів 3 взводів і 1 для командира батареї). У результаті втрат у боях і рішення припинити виробництво, Sd.Kfz 253 використовували приблизно до 1943 р.